# SWM G05
SWM G05 — це 7-місний позашляховик середнього розміру, який виготовляється китайським виробником SWM. Запуск SWM G05 на ринок відбувся у вересні 2019 року в Китаї.

## Огляд
5 червня 2019 року на автосалоні в Чунцині 2019 року компанія SWM Motors представила кросовер SUV SWM G05. 
SWM G05 — це перший 7-місний кросовер середнього розміру, побудований на платформі G від SWM Motors, яка була оновленою старою платформою. яку породив SWM X7.
 Для SWM X7 доступні два двигуни, включаючи 1,5-літровий турбодвигун потужністю 154 к.с. (115 кВт) і 220 нм, а також 2,0-літровий двигун з турбодвигуном об'ємом 1,5 літра, який поєднується з 6-ступінчастою механічною коробкою передач або 6-ступінчаста автоматична коробка передач, а моделі з 2,0-літровим двигуном доступні лише з 6-ступінчастою механічною коробкою передач. Ціни на SWM X7 коливаються від 69 900 юанів до 103 000 юанів (~9 774 долари США — 14 403 долари США).
SWM G05 оснащений автомобільною мережевою системою E-go 3.0, включаючи інтелектуальну систему голосових команд, оновлений інтерфейс інтерфейсу користувача, систему відображення приладів із РК-екранами. Що стосується специфікацій безпеки, G05 оснащений системою допомоги водієві ADAS, бічними повітряними завісами та 360 панорамним дисплеєм високої чіткості.

### SWM G05 Pro
SWM G05 Pro — це рестайлінг, запущений у лютому 2021 року. SWM G05 Pro має дещо оновлений зовнішній вигляд і використовує 1,5-літровий двигун з турбонаддувом і крутним моментом 230 Нм. Витрата палива нового двигуна зменшилася на 10 % порівняно з попереднім.